# Liga a III-a
Liga a III-a este a treia divizie fotbalistică din România, este organizată de FRF. Până în sezonul 2006/07 a purtat numele de Divizia C.

## Istoric
Din 1936 până în 1992, al treilea eșalon s-a numit Divizia C. Din 1992 până în 1997 s-a numit Divizia B (succedând Diviziei Naționale și Diviziei A). Din 1997 s-a revenit la denumirea de Divizia C, lucru care a durat până în sezonul 2005-2006. Din sezonul 2006-07 s-a trecut la denumirea actuală de Liga a III-a.

## Format
Structura ligii a III-a se stabilește de la sezon la sezon. În general, ea se împarte în mai multe serii regionale, pentru a reduce costurile de deplasare și pentru a deschide competiția unui număr mai mare de echipe. Primul format a fost de șase serii a câte 18 echipe fiecare.
Din 1989 până în 1992 au fost 12 serii.
Din 1992-2006 au fost 4 serii.
Sezonul 1999-2000 a avut 6 serii.
Din 2000 până în 2003 au fost 8 serii.
3 sezoane, 2003-2006 au avut 9 serii.
Din 2006 pana in 2014 s-a revenit la 6 serii.
Începând cu sezonul 2014–2015, Liga III a fost reorganizată de la 6 la 5 divizii regionale paralele, fiecare cu 16 echipe.
În sezonul 2020-2021, pe fondul pandemiei mondiale de coronavirus, numărul de serii a fost crescut la zece, fiecare fiind formată din câte zece cluburi. Aceste 100 de echipe sunt în majoritate echipele principale ale unor cluburi de anvergură regională care îndeplinesc condițiile de participare, dar și echipele secunde ale unor cluburi din SuperLiga României și Liga a II-a.

## Retrogradare
Ultimele patru echipe din fiecare divizie sunt retrogradate la sfârșitul sezonului în Liga IV (ligă reprezentativă la nivel județean). Din echipele de pe locul 12, echipa cu cele mai puține puncte retrogradează. Pentru a determina aceste echipe, sunt calculate clasamente separate, folosind doar jocurile jucate împotriva cluburilor clasate pe locul 1 până la 11.

## Promovare
Din sezonul 2006–2007, câștigătorii fiecărei divizii au fost promovați în sezonul 2007–08 Liga II. De asemenea, s-au desfășurat două turnee de playoff în locații neutre care au implicat echipele clasate pe locul doi, unul cu cele din seriile 1, 2 și 3, celălalt cu cele din seriile 4, 5 și 6. Câștigătorii playoff-urilor au fost, de asemenea, promovați în Sezonul 2007–08 Liga II.
Din sezonul 2014–2015, câștigătorul fiecărei serii promovează direct în Liga II, în total 5 echipe.

## Lista campioanelor și echipelor promovate
Sursa:

### Divizia C (1936–1992)
| Sezon   | Liga de Nord                                                                           | Liga de Sud                                                                            | Liga de Vest                                                                           | Liga Centrală                                                                          | Liga de Est                                                                            |
| ------- | -------------------------------------------------------------------------------------- | -------------------------------------------------------------------------------------- | -------------------------------------------------------------------------------------- | -------------------------------------------------------------------------------------- | -------------------------------------------------------------------------------------- |
| 1936–37 | Tricolor Baia Mare                                                                     | Telefon Club București                                                                 | UDR Reșița                                                                             | SG Sibiu                                                                               | Hatmanul Luca Arbore Rădăuți                                                           |
| 1937–38 | Industria Sârmei Câmpia Turzii                                                         | Turda București                                                                        | Minerul Lupeni                                                                         | Menopol Târgu Mureș                                                                    | Traian Tighina                                                                         |
| 1938–39 | Nu s-a disputat. Divizia C s-a desființat și s-a reluat după al Doilea Război Mondial. | Nu s-a disputat. Divizia C s-a desființat și s-a reluat după al Doilea Război Mondial. | Nu s-a disputat. Divizia C s-a desființat și s-a reluat după al Doilea Război Mondial. | Nu s-a disputat. Divizia C s-a desființat și s-a reluat după al Doilea Război Mondial. | Nu s-a disputat. Divizia C s-a desființat și s-a reluat după al Doilea Război Mondial. |

| Sezon   | Seria I            | Seria II      | Seria III            | Seria IV      | Seria V            | Seria VI          | Seria VII | Seria VIII   | Seria IX       | Seria X     | Seria XI        | Seria XII           |
| ------- | ------------------ | ------------- | -------------------- | ------------- | ------------------ | ----------------- | --------- | ------------ | -------------- | ----------- | --------------- | ------------------- |
| 1946–47 | Concordia Ploiești | BNR București | Astra Română Câmpina | PCA Constanța | Ripensia Timișoara | Sanitas Satu Mare | CFR Cluj  | Șoimii Sibiu | Doljul Craiova | CS Aninoasa | Danubiana Roman | Astra Română Moreni |

| Sezon   | Seria I | Seria II | Seria III | Seria IV | |
| ------- | --- | --- | --- | --- | --- |
| 1948–49 | Electrica Timișoara | CFR Târgu-Mureș | CFR Iași | CFR Târgoviște | |
| 1949–56 | În februarie 1949 s-a anunțat întreruperea Diviziei C, una dintre cauze fiind scoaterea inutilă de jucători din producție înainte de weekend, iar alta a fost scandalurile de la unele meciuri. Echipele au revenit în campionatele raionale, unele dintre ele reușind promovarea în Divizia B. | În februarie 1949 s-a anunțat întreruperea Diviziei C, una dintre cauze fiind scoaterea inutilă de jucători din producție înainte de weekend, iar alta a fost scandalurile de la unele meciuri. Echipele au revenit în campionatele raionale, unele dintre ele reușind promovarea în Divizia B. | În februarie 1949 s-a anunțat întreruperea Diviziei C, una dintre cauze fiind scoaterea inutilă de jucători din producție înainte de weekend, iar alta a fost scandalurile de la unele meciuri. Echipele au revenit în campionatele raionale, unele dintre ele reușind promovarea în Divizia B. | În februarie 1949 s-a anunțat întreruperea Diviziei C, una dintre cauze fiind scoaterea inutilă de jucători din producție înainte de weekend, iar alta a fost scandalurile de la unele meciuri. Echipele au revenit în campionatele raionale, unele dintre ele reușind promovarea în Divizia B. | În februarie 1949 s-a anunțat întreruperea Diviziei C, una dintre cauze fiind scoaterea inutilă de jucători din producție înainte de weekend, iar alta a fost scandalurile de la unele meciuri. Echipele au revenit în campionatele raionale, unele dintre ele reușind promovarea în Divizia B. |
| 1956    | Recolta Fălticeni | Locomotiva MCF București | Energia Baia Mare | Metalul Arad | |

| Sezon            | Seria I      | Seria II            | Seria III         | Seria IV      | Seria V         | Seria VI           | Seria VII          | Seria VIII          |
| ---------------- | ------------ | ------------------- | ----------------- | ------------- | --------------- | ------------------ | ------------------ | ------------------- |
| 1957 (neoficial) | Știința Iași | CSA Victoria Tecuci | Energia București | Energia Tohan | Energia Craiova | Energia Oțelu-Roșu | Flamura Roșie Cluj | Progresul Satu-Mare |

| Sezon   | Seria I  | Seria II          | Seria III       | Seria IV        |
| ------- | -------- | ----------------- | --------------- | --------------- |
| 1957–58 | CFR Iași | Titanii București | Știința Craiova | Gloria Bistrița |

| Sezon     | Seria I     | Seria II       | Seria III         | Seria IV       | Seria V    | Seria VI           |
| --------- | ----------- | -------------- | ----------------- | -------------- | ---------- | ------------------ |
| 1958-1959 | CFR Pașcani | Victoria Buzău | Știința București | Chimia Făgăraș | Rapid Cluj | Metalul Oțelu Roșu |

| Sezon   | Seria I                                                         | Seria II                                                        | Seria III                                                       | Seria IV                                                        |                                                                 |
| ------- | --------------------------------------------------------------- | --------------------------------------------------------------- | --------------------------------------------------------------- | --------------------------------------------------------------- | --------------------------------------------------------------- |
| 1959–63 | Este ultima mare perioadă de timp în care Divizia C nu are loc. | Este ultima mare perioadă de timp în care Divizia C nu are loc. | Este ultima mare perioadă de timp în care Divizia C nu are loc. | Este ultima mare perioadă de timp în care Divizia C nu are loc. | Este ultima mare perioadă de timp în care Divizia C nu are loc. |
| 1963–64 | Laminorul Brăila                                                | CFR Roșiori                                                     | Vagonul Arad                                                    | Recolta Carei                                                   |                                                                 |
| 1964–65 | Ceahlăul Piatra Neamț                                           | Dinamo Victoria București                                       | CFR Arad                                                        | Arieșul Turda                                                   |                                                                 |
| 1965–66 | Chimia Suceava                                                  | Metrom Brașov                                                   | CFR Timișoara                                                   | Unirea Dej                                                      |                                                                 |
| 1966–67 | Victoria Roman                                                  | Portul Constanța                                                | Metalul Hunedoara                                               | Olimpia Oradea                                                  |                                                                 |
| 1967–68 | Oțelul Galați                                                   | Dunărea Giurgiu                                                 | Electroputere Craiova                                           | Medicina Cluj-Napoca                                            |                                                                 |

| Sezon   | Seria I        | Seria II        | Seria III                | Seria IV              | Seria V                | Seria VI           | Seria VII         | Seria VIII       |
| ------- | -------------- | --------------- | ------------------------ | --------------------- | ---------------------- | ------------------ | ----------------- | ---------------- |
| 1968–69 | Știința Bacău  | Metalul Plopeni | IMU Medgidia             | Metalul Târgoviște    | Minerul Anina          | Știința Petroșani  | Olimpia Satu Mare | Chimia Făgăraș   |
| 1969–70 | CFR Pașcani    | Metalul Plopeni | Șantierul Naval Oltenița | Autobuzul București   | UM Timișoara           | Minaur Zlatna      | Gloria Bistrița   | Tractorul Brașov |
| 1970–71 | Chimia Suceava | Metalul Plopeni | Delta Tulcea             | Chimia Râmnicu Vâlcea | Vulturii Textila Lugoj | Independența Sibiu | Arieșul Turda     | Chimia Făgăraș   |

| Sezon   | Seria I | Seria II               | Seria III             | Seria IV                   | Seria V                   | Seria VI                    | Seria VII                     | Seria VIII           | Seria IX                 | Seria X               | Seria XI                       | Seria XII             |
| ------- | --- | ---------------------- | --------------------- | -------------------------- | ------------------------- | --------------------------- | ----------------------------- | -------------------- | ------------------------ | --------------------- | ------------------------------ | --------------------- |
| 1971–72 | ITA Pașcani | Petrolul Moinești      | Delta Tulcea          | Electronica Obor București | Gloria Buzău              | Flacăra Moreni              | Metalul Drobeta-Turnu Severin | Vagonul Arad         | Independența Sibiu       | Victoria Carei        | IS Câmpia Turzii               | Metrom Brașov         |
| 1972–73 | CSM Suceava | Viitorul Vaslui        | Caraimanul Bușteni    | Constructorul Galați       | Celuloza Călărași         | Flacăra Moreni              | Minerul Motru                 | Mureșul Deva         | Arieșul Turda            | Victoria Carei        | Gaz Metan Mediaș               | Tractorul Brașov      |
| 1973–74 | FC Foresta Fălticeni | Relonul Săvinești      | Unirea Focșani        | Chimia Brăila              | Voința București          | Automatica Alexandria       | Victoria Călan                | Minerul Moldova Nouă | Metalul Aiud             | Minerul Baia Sprie    | Oltul Sfântu Gheorghe          | CSU Brașov            |
| 1974–75 | CS Botoșani | Viitorul Vaslui        | Prahova Ploiești      | Cimentul Medgidia          | Dunărea Giurgiu           | Chimia Turnu Măgurele       | Minerul Motru                 | Unirea Tomnatic      | Dacia Orăștie            | CIL Sighetu Marmației | Gloria Bistrița                | Nitramonia Făgăraș    |
| 1975–76 | Minerul Gura Humorului | Relonul Săvinești      | Olimpia Râmnicu Sărat | Portul Constanța           | Tehnometal București      | Flacăra-Automecanica Moreni | Minerul Lupeni                | Aurul Brad           | Armătura Zalău           | Minerul Cavnic        | Chimica Târnăveni              | Oltul Sfântu Gheorghe |
| 1976–77 | CS Botoșani | Viitorul Vaslui        | Carpați Sinaia        | Delta Tulcea               | Autobuzul București       | Muscelul Câmpulung          | Pandurii Târgu Jiu            | Minerul Moldova Nouă | Victoria Carei           | Avântul Reghin        | ICIM Brașov                    | Gaz Metan Mediaș      |
| 1977–78 | Minerul Gura Humorului | Constructorul Iași     | Progresul Brăila      | Chimia Brazi               | Șantierul Naval Oltenița  | Viitorul Scornicești        | Drobeta-Turnu Severin         | Minerul Anina        | Înfrățirea Oradea        | Minerul Cavnic        | Poiana Câmpina                 | IS Câmpia Turzii      |
| 1978–79 | CS Botoșani | Energia Gheorghiu-Dej  | Unirea Focșani        | Cimentul Medgidia          | Mecanică Fină București   | Flacăra-Automecanica Moreni | Pandurii Târgu Jiu            | Unirea Alba Iulia    | Strungul Arad            | Someșul Satu Mare     | Carpați Mârșa                  | Viitorul Gheorgheni   |
| 1979–80 | Ceahlăul Piatra Neamț | Borzești               | CSU Galați            | IMU Medgidia               | Sirena București          | Rova Roșiorii de Vede       | Minerul Lupeni                | CFR Timișoara        | Rapid Arad               | CIL Sighetu Marmației | Metalul Aiud                   | Oltul Sfântu Gheorghe |
| 1980–81 | Constructorul Iași | Relonul Săvinești      | Oțelul Galați         | Dunărea Călărași           | Automatica București      | Energia Slatina             | Drobeta-Turnu Severin         | Strungul Arad        | Someșul Satu Mare        | Minerul Ilba-Seini    | Carpați Mârșa                  | ICIM Brașov           |
| 1981–82 | Minerul Gura Humorului | Borzești               | Prahova Ploiești      | Metalosport Galați         | Dinamo Victoria București | Rova Roșiorii de Vede       | Minerul Motru                 | Metalurgistul Cugir  | Gloria Reșița            | Armătura Zalău        | Industria Sârmei Câmpia Turzii | Precizia Săcele       |
| 1982–83 | Chimia Fălticeni | Partizanul Bacău       | Olimpia Râmnicu Sărat | Unirea Slobozia            | Metalul Plopeni           | Chimia Turnu Măgurele       | Constructorul TCI Craiova     | CFR Caransebeș       | Minerul Lupeni           | CFR Cluj-Napoca       | Avântul Reghin                 | Nitramonia Făgăraș    |
| 1983–84 | CFR Pașcani | FEPA 74 Bârlad         | Metalul Mangalia      | ASA Mizil                  | Mecanică Fină București   | Flacăra-Automecanica Moreni | Drobeta-Turnu Severin         | Mureșul Deva         | Strungul Arad            | Sticla Arieșul Turda  | Unirea Alba Iulia              | Tractorul Brașov      |
| 1984–85 | Minerul Vatra Dornei | Aripile Bacău          | Delta Tulcea          | Dunărea Călărași           | ICSIM București           | Muscelul Câmpulung          | Electroputere Craiova         | Metalul Bocșa        | Înfrățirea Oradea        | CIL Sighetu Marmației | Mecanica Orăștie               | ICIM Brașov           |
| 1985–86 | Minerul Gura Humorului | Unirea Dinamo Focșani  | FEPA 74 Bârlad        | Unirea Slobozia            | Autobuzul București       | ROVA Roșiori                | Gloria Pandurii Târgu Jiu     | Minerul Paroșeni     | Steaua CFR Cluj-Napoca   | Unio Satu Mare        | Inter Sibiu                    | Poiana Câmpina        |
| 1986–87 | Siretul Pașcani | Inter Vaslui           | Petrolul Ianca        | Sportul 30 Decembrie       | Metalul București         | Sportul Muncitoresc Caracal | Gloria Reșița                 | Progresul Timișoara  | Sticla Arieșul Turda     | Minerul Baia Sprie    | Electromureș Târgu Mureș       | Metalul Plopeni       |
| 1987–88 | ASA Explorări Câmpulung-Moldovenesc | Aripile Victoria Bacău | Metalul Mangalia      | Dunărea Călărași           | Metalul Mija              | Dacia Pitești               | Minerul Motru                 | CFR Timișoara        | Minerul Cavnic           | Unirea Alba Iulia     | Avântul Reghin                 | Poiana Câmpina        |
| 1988–89 | Foresta Fălticeni | Viitorul Vaslui        | Olimpia Râmnicu Sărat | Unirea Slobozia            | Autobuzul București       | Mecanică Fină București     | Constructorul TCI Craiova     | Vagonul Arad         | Mureșul Explorări Deva   | IMASA Sfântu Gheorghe | Steaua CFR Cluj-Napoca         | Someșul Satu Mare     |
| 1989–90 | Fortus Iași | CSM Borzești           | Gloria CFR Galați     | Callatis Mangalia          | Progresul București       | Electroputere Craiova       | Șoimii IPA Sibiu              | Montana Sinaia       | Vulturii Lugoj           | Aurul Brad            | Metalurgistul Cugir            | CIL Sighet            |
| 1990–91 | Relonul Săvinești | FEPA 74 Bârlad         | Petrolul Ianca        | Portul Constanța           | Metalul București         | Metrom Brașov               | Olt Scornicești               | Jiul IELIF Craiova   | Electromureș Târgu Mureș | Minerul Cavnic        | CFR Cluj-Napoca                | UM Timișoara          |
| 1991–92 | CFR Pașcani | Cotidianul Bacău       | Delta Tulcea          | Metalul Plopeni            | Electrica Fieni           | Dunărea Călărași            | Dacia Pitești                 | Mureșul Toplița      | Minerul Mătăsari         | Arsenal Reșița        | Șoimii Lipova                  | Cuprom Baia Mare      |
| 1991–92 | Datorită reorganizării sistemului competițional din vara anului 1992, dictată de Federația Română de Fotbal, nicio echipă nu a promovat din liga a treia. |                        |                       |                            |                           |                             |                               |                      |                          |                       |                                |                       |

### Divizia B (1992–1997 )
| 1992–93 | Constructorul Iași                                                                                                   | Metalul Plopeni     | Gaz Metan Mediaș | Phoenix Baia Mare |
| 1993–94 | Cetatea Târgu Neamț                                                                                                  | Poiana Câmpina      | Dacia Pitești    | Unirea Dej        |
| 1994–95 | Foresta Fălticeni | Oțelul Târgoviște   | Minerul Motru    | Minaur Zlatna     |
| 1994–95 | Alte echipe promovate: Electro Mecon Onești (I), Dunărea Călărași (II), ARO Câmpulung (III), Olimpia Satu Mare (IV). |                     |                  |                   |
| 1995–96 | Petrolul Moinești | Danubiana București | Precizia Săcele  | CFR Cluj-Napoca   |
| 1996–97 | Nitramonia Făgăraș                                                                                                   | Midia Năvodari      | Vega Deva        | UM Timișoara      |

### Divizia C (1997–2006 )
| 1997–98 | Laminorul Roman                                                              | Cimentul Fieni    | Rulmentul Alexandria | Bihor Oradea |
| 1997–98 | Alte echipe promovate: Chimica Târnăveni (I), Drobeta-Turnu Severin (III)    |                   |                      |              |
| 1998–99 | Diplomatic Focșani                                                           | Callatis Mangalia | Electro Bere Craiova | UM Timișoara |
| 1998–99 | Alte echipe promovate: Juventus București (II), Flacăra Râmnicu Vâlcea (III) |                   |                      |              |

| Sezon   | Seria I       | Seria II      | Seria III          | Seria IV    | Seria V            | Seria VI     |
| ------- | ------------- | ------------- | ------------------ | ----------- | ------------------ | ------------ |
| 1999–00 | Apemin Borsec | Hondor Agigea | Fulgerul Bragadiru | Cetate Deva | Pandurii Târgu-Jiu | FC Baia Mare |

| Sezon   | Seria I | Seria II            | Seria III           | Seria IV                   | Seria V               | Seria VI           | Seria VII                      | Seria VIII         |
| ------- | --- | ------------------- | ------------------- | -------------------------- | --------------------- | ------------------ | ------------------------------ | ------------------ |
| 2000–01 | Petrolul Moinești | Dacia Unirea Brăila | Inter Gaz București | Electromagnetica București | Inter Pitești         | Minaur Zlatna      | Industria Sârmei Câmpia Turzii | Universitatea Cluj |
| 2001–02 | Politehnica Unirea Iași | Gloria Buzău        | Medgidia            | Rulmentul Alexandria       | Minerul Motru         | Corvinul Hunedoara | Metrom Brașov                  | CFR Cluj-Napoca    |
| 2002–03 | Petrolul Moinești | Unirea Urziceni     | Juventus București  | Dacia Mioveni              | Rarora Râmnicu Vâlcea | Jiul Petroșani     | Oltul Sfântu Gheorghe          | Armătura Zalău     |
| 2002–03 | Alte echipe promovate: Laminorul Roman (I), FC Vaslui (I), Poiana Câmpina (II), Callatis Mangalia (III), Electrica Constanța (III), Chindia Târgoviște (IV), Building Vânju Mare (V), Certej (VI), ACU Arad (VI), Precizia Săcele (VII), Tricotaje Ineu (VIII), Oașul Negrești (VIII). |                     |                     |                            |                       |                    |                                |                    |

| Sezon   | Seria I | Seria II         | Seria III       | Seria IV       | Seria V             | Seria VI               | Seria VII              | Seria VIII   | Seria IX           |
| ------- | --- | ---------------- | --------------- | -------------- | ------------------- | ---------------------- | ---------------------- | ------------ | ------------------ |
| 2003–04 | Botoșani | Dunărea Galați   | Otopeni         | Ghimbav        | Oltul Slatina       | Politehnica Timișoara  | Unirea Sânnicolau Mare | Unirea Dej   | FC Sibiu           |
| 2004–05 | Cetatea Suceava | Portul Constanța | Dunărea Giurgiu | Poiana Câmpina | Râmnicu Vâlcea      | CFR Timișoara          | Minerul Lupeni         | Forex Brașov | Gloria Bistrița II |
| 2005–06 | Politehnica Iași II                                                                                                  | Delta Tulcea     | Snagov          | Chimia Brazi   | Building Vânju Mare | Oltchim Râmnicu Vâlcea | Auxerre Lugoj          | FC Baia Mare | Ghimbav            |
| 2005–06 | Alte echipe promovate: Ghimbav nu erau eligibili pentru promovare, vicecampionii Tractorul Brașov au fost promovați. |                  |                 |                |                     |                        |                        |              |                    |

### Liga III (2006–)
| 2006–07 | CSM Focșani | Dinamo București II | Concordia Chiajna  | FC Drobeta-Turnu Severin      | Arieșul Turda          | Liberty Salonta              |
| 2006–07 | Alte echipe promovate: Inter Gaz București (II), Mureșul Deva (V).                                                                         |                     |                    |                               |                        |                              |
| 2007–08 | Cetatea Suceava | FC Snagov           | FC Ploiești        | Internațional Curtea de Argeș | Unirea Sânnicolau Mare | Luceafărul Lotus Băile Felix |
| 2007–08 | Alte echipe promovate: CS Buftea (III), ACU Arad (V).                                                                                      |                     |                    |                               |                        |                              |
| 2008–09 | CSM Râmnicu Sărat | FCSB II             | Victoria Brănești  | Gaz Metan CFR Craiova         | Fortuna Covaci         | FC Baia Mare                 |
| 2008–09 | Alte echipe promovate: Tricolorul Breaza (III), Silvania Șimleu Silvaniei (VI).                                                            |                     |                    |                               |                        |                              |
| 2009–10 | Dacia Unirea Brăila | Viitorul Constanța  | Juventus București | Alro Slatina                  | Pandurii Târgu Jiu II  | Voința Sibiu                 |
| 2009–10 | Alte echipe promovate: Pandurii Târgu Jiu II nu a fost eligibilă pentru promovare, astfel că a promovat ACU Arad, ocupanta locului secund. |                     |                    |                               |                        |                              |
| 2010–11 | FCM Bacău | Callatis Mangalia   | Chindia Târgoviște | CSM Slatina                   | Luceafărul Oradea      | FCMU Baia Mare               |
| 2011–12 | Rapid CFR Suceava | Unirea Slobozia     | CS Buftea          | Damila Măciuca                | ACS Recaș              | Corona Brașov                |
| 2012–13 | SC Bacău | Gloria Buzău        | ACS Berceni        | Minerul Motru                 | Olimpia Satu Mare      | Unirea Tărlungeni            |
| 2013–14 | Dorohoi | FC Voluntari        | CS Balotești       | FC Caransebeș                 | Șoimii Pâncota         | Fortuna Poiana Câmpina       |

| 2014–15 | Bucovina Pojorâta                                                     | Dunărea Călărași       | Chindia Târgoviște          | UTA Arad                  | Minaur Baia Mare   |
| 2015–16 | Sepsi Sfântu Gheorghe                                                 | Juventus București     | CS Afumați                  | ASU Politehnica Timișoara | Luceafărul Oradea  |
| 2016–17 | Știința Miroslava                                                     | Metaloglobus București | SCM Pitești                 | Ripensia Timișoara        | FC Hermannstadt\|  |
| 2017–18 | Aerostar Bacău                                                        | Farul Constanța        | Petrolul Ploiești           | CS Șirineasa              | Universitatea Cluj |
| 2018–19 | SCM Gloria Buzău                                                      | Rapid București        | Turris-Oltul Turnu Măgurele | CSM Reșița                | FK Miercurea Ciuc  |
| 2019–20 | Aerostar Bacău                                                        | Unirea Slobozia        | CSM Slatina                 | FC U Craiova 1948         | Comuna Recea       |
| 2019–20 | Sezonul a fost suspendat din cauza Pandemiei de COVID-19 din România. |                        |                             |                           |                    |

| Sezon   | Seria I                                                                                                   | Seria II         | Seria III           | Seria IV            | Seria V               | Seria VI              | Seria VII              | Seria VIII         | Seria IX               | Seria X          |
| ------- | --- | ---------------- | ------------------- | ------------------- | --------------------- | --------------------- | ---------------------- | ------------------ | ---------------------- | ---------------- |
| 2020–21 | Bucovina Rădăuți                                                                                          | Oțelul Galați    | CS Afumați          | Steaua București    | Corona Brașov         | Vedița Colonești      | Viitorul Șelimbăr      | Șoimii Lipova      | CSO Cugir              | Minaur Baia Mare |
| 2020–21 | Echipe promovate: Dacia Unirea Brăila, Steaua București, Corona Brașov, Viitorul Șelimbăr, Unirea Dej     |                  |                     |                     |                       |                       |                        |                    |                        |                  |
| 2021–22 | Dante Botoșani                                                                                            | Oțelul Galați    | CS Afumați          | Progresul Spartac   | AFC Odorheiu Secuiesc | CSM Slatina           | CSM Reșița             | CSC Dumbrăvița     | CS Hunedoara           | Minaur Baia Mare |
| 2021–22 | Echipe promovate: Oțelul Galați, Progresul Spartac, CSM Slatina, CSC Dumbrăvița, Minaur Baia Mare         |                  |                     |                     |                       |                       |                        |                    |                        |                  |
| 2022–23 | Foresta Suceava                                                                                           | Metalul Buzău    | CS Afumați          | CS Tunari           | CS Blejoi             | CSM Alexandria        | CSM Deva               | CSM Reșița         | Corvinul Hunedoara     | FC Bihor         |
| 2022–23 | Echipe promovate: Ceahlăul Piatra Neamț, CS Tunari, CSM Alexandria, CSM Reșița, Corvinul Hunedoara        |                  |                     |                     |                       |                       |                        |                    |                        |                  |
| 2023–24 | Bucovina Rădăuți                                                                                          | Metalul Buzău    | CS Afumați          | CS Dinamo București | AFC Câmpulung Muscel  | SCM Râmnicu Vâlcea    | CSC Ghiroda            | FC Bihor           | Gloria Bistrița-Năsăud | SCM Zalău        |
| 2023–24 | Echipe promovate: Metalul Buzău, CS Afumați, AFC Câmpulung Muscel, FC Bihor, Unirea Ungheni, CSM Focșani  |                  |                     |                     |                       |                       |                        |                    |                        |                  |
| 2024–25 | FC Bacău                                                                                                  | Unirea Braniștea | SC Popești-Leordeni | CS Dinamo București | CS Tunari             | AFC Odorheiu Secuiesc | Gloria Bistrița-Năsăud | SCM Râmnicu Vâlcea | Minerul Lupeni         | Minaur Baia Mare |
| 2024–25 | Echipe promovate: FC Bacău, CS Dinamo București, CS Tunari, Gloria Bistrița-Năsăud, CSM Olimpia Satu Mare |                  |                     |                     |                       |                       |                        |                    |                        |                  |